# 紫竹国家高新技术产业开发区
紫竹国家高新技术产业开发区，简称紫竹国家高新区，是中国国家级经济技术开发区，位於上海市闵行区南部。园区于2001年9月12日批准建设，2002年6月25日奠基。高新区以上海交通大学、华东师范大学为依托发展科技展业，中国官方自诩为“东方硅谷”。

## 历史沿革
2003年，被列为市级高新技术产业开发区；2006年3月，升级为国家省级开发区；2011年6月，经国务院批准升级为国家高新技术产业开发区。高新区一期规划面积13平方公里。2013年启动建设紫竹国际教育园区。2015年12月，中国首个国家级网络视听产业基地——中国（上海）网络视听产业基地正式启用。

## 总体规划
一期规划由大学园区、研发基地和紫竹配套区三部分组成。
- 大学园区：以上海交通大学和华东师范大学为核心。上海交通大学闵行校区位于上海市闵行区东川路800号，始建于1985年，于1987年建成开学。华东师范大学闵行校区位于东川路500号，于2002年开工建设，2004年正式启用。
- 研发基地
- 配套区：主要包括紫竹半岛和东川路生活配套区。

## 产业
高新区借助于上海交通大学、华东师范大学和高新区内科研机构的科研成果，以集成电路与软件、新能源、航空、数字内容、新材料和生命科学等作为主导产业。

## 交通
- 上海轨道交通15号线紫竹高新区站